# Michael Chance
Michael Chance (ur. 7 marca 1955 w Penn w hrabstwie Buckinghamshire) – brytyjski śpiewak, kontratenor.

## Życiorys
Studiował literaturę angielską w King’s College na University of Cambridge. W latach 1974–1977 był członkiem uczelnianego chóru. W 1983 roku zadebiutował jako śpiewak operowy w trakcie Buxton Festival, wykonując rolę Apolla w Il Giasone Francesco Cavallego. W 1985 roku wystąpił w Lyonie jako Andronico w operze Georga Friedricha Händla Tamerlano. W 1987 roku wziął udział w prawykonaniu opery Judith Weir A Night at the Chinese Opera w Cheltenham. W 1988 roku wystąpił w Opéra de Paris jako Tolomeo w operze Händla Giulio Cesare. W 1989 roku na festiwalu operowym w Glyndebourne brał udział w wystawieniu Snu nocy letniej Benjamina Brittena, kreując rolę Oberona. W 1992 roku został zaangażowany do roli Głosu Apolla w operze Brittena Śmierć w Wenecji na deskach Covent Garden Theatre w Londynie. W tym samym roku kreował także rolę Anfinoma w Il ritorno d’Ulisse in patria Claudio Monteverdiego w English National Opera. W 1994 roku wziął udział w prapremierowym przedstawieniu opery Harrisona Birtwistle’a The Second Mrs Kong na festiwalu operowym w Glyndebourne. Wykonywał utwory pisane specjalnie dla niego przez takich kompozytorów jak Alexander Goehr, Richard Rodney Bennett, Tan Dun, John Tavener, Anthony Powers i Elvis Costello.
Od początku swojej kariery specjalizuje się głównie w wykonawstwie muzyki dawnej. Jego repertuar obejmuje różnorodne pozycje, od XVI-wiecznych pieśni okresu elżbietańskiego po późnobarokowe oratoria. Współpracował z zespołem viol Fretwork. Koncertował w Europie i Stanach Zjednoczonych. Dokonał ponad 50 nagrań płytowych, zarejestrował m.in. opery Georga Friedricha Händla pod batutą Johna Eliota Gardinera i kantaty Antonia Vivaldiego pod batutą Trevora Pinnocka. Brał też udział w telewizyjnych realizacjach oper Richarda Rodneya Bennetta i Benjamina Brittena.
Komandor Orderu Imperium Brytyjskiego (2009).